# 郝以知

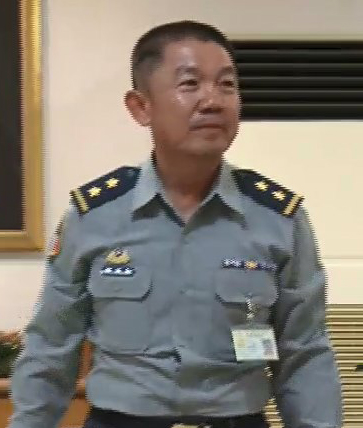
郝以知中將

郝以知（1959年－），中華民國陸軍中將，籍貫湖北省英山縣，1981年畢業於陸軍官校（正70年班）、2002年取得政大外交所戰略專班碩士學位（論文：《推動兩岸信心建立措施之研究》，指導教授：李明），現任退辅会欣屏天然气公司董事长，曾任陸軍副司令、陸軍金防部指揮官、陸軍司令部參謀長、國防部史編室主任、國防部參事、參謀本部作計室戰訓處長、陸軍步校預官班大隊長。

## 荣誉

### 中华民国勋章奖章
- 四等宝鼎勋章（2018年7月3日于金门颁授[3]）
- 三等云麾勋章（2019年4月30日于台北颁授[4]）